# Gongshi

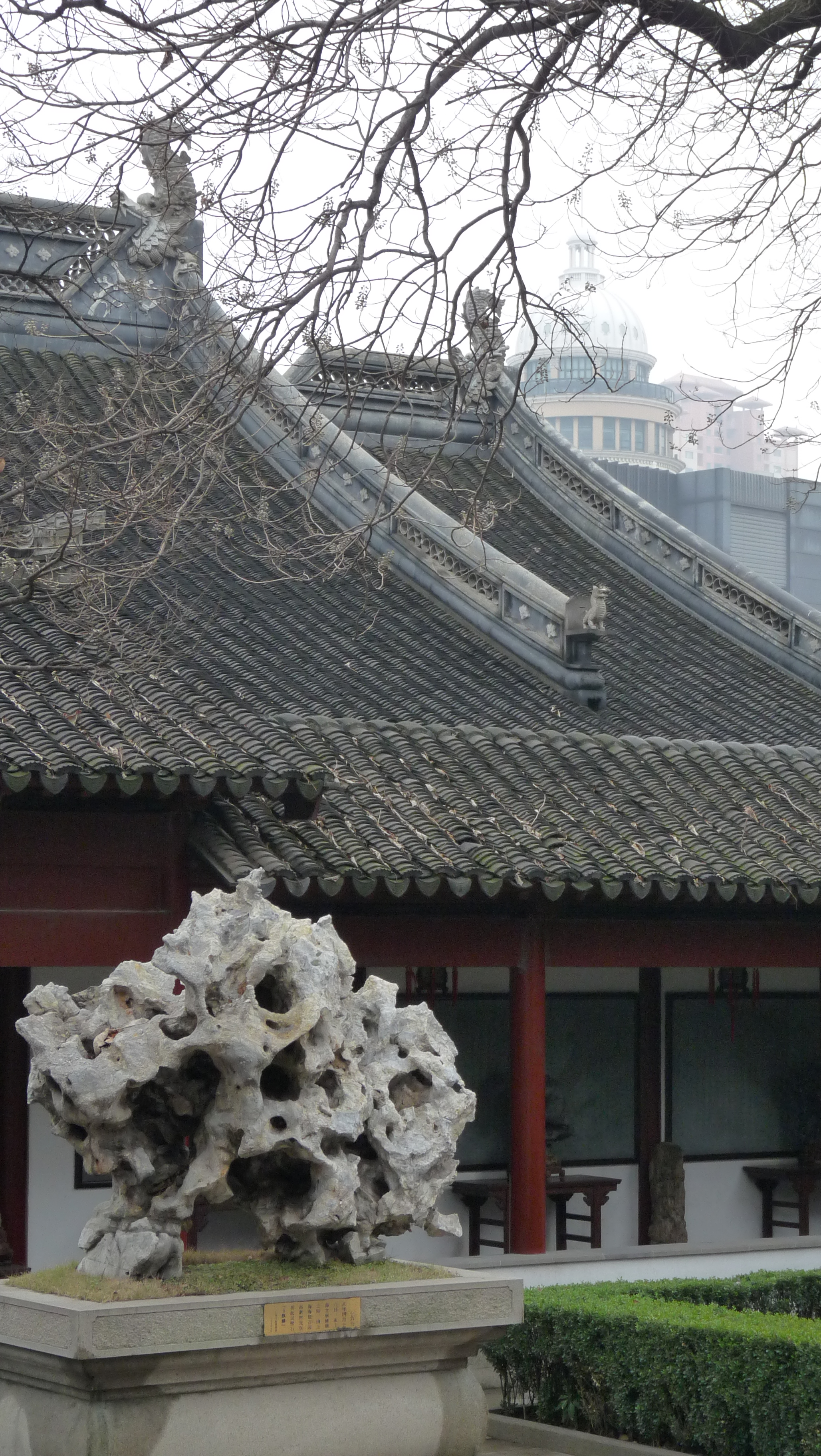
Gongshi (roques dels erudits) al temple de Wenmiao, Xangai

Gongshi (xinès: 供石), també conegut com a roques dels erudits, són roques d'origen natural o modelades que tradicionalment són apreciades pels xinesos erudits.
Les roques dels erudits poden ser de qualsevol color, i no són infreqüents els colors contrastats. La mida de la pedra també pot ser molt variada: les roques de l'erudit poden pesar centenars de lliures a menys d’una lliura. El terme també identifica pedres que es col·loquen als jardins xinesos tradicionals.

## Història
A la dinastia Tang, es va reconèixer un conjunt de quatre qualitats importants per a les roques: primesa (瘦 shòu), obertura (透 tòu), perforacions (漏 lòu) i arrugues (皺 zhòu).
El gongshi va influir en el desenvolupament del suseok coreà i del suiseki japonès.

## Fonts

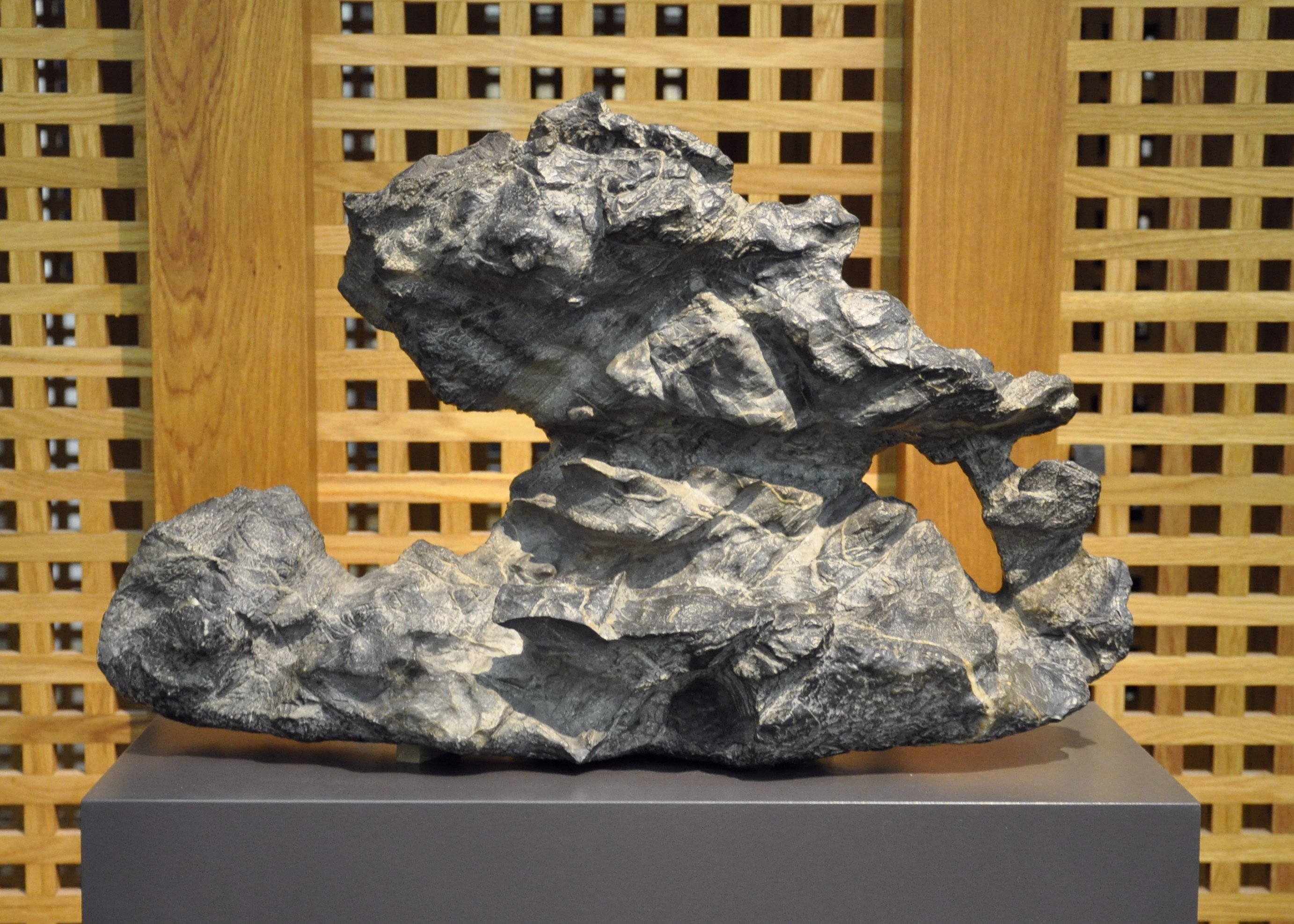
Pedra Lingbi d'Anhui. Dinastia Ming, segle XV

## Formació
Les pedres dels erudits són generalment calcàries càrstiques. La pedra calcària és soluble en aigua en algunes condicions. La picada de dissolució dissol els buits de la pedra calcària. A una escala més gran, això provoca espeleogènesi (quan les coves es dissolen en roca calcària). A una escala encara més gran, les coves dissoltes s'esfondren, creant gradualment una topografia càrstica, com els famosos paisatges de Guilin al Carst de la Xina meridional.
Com que les roques són generalment fractals (les revistes de geologia requereixen que s'inclogui una escala a les imatges de les roques), les roques petites poden semblar-se al paisatge més gran.

## Estètica

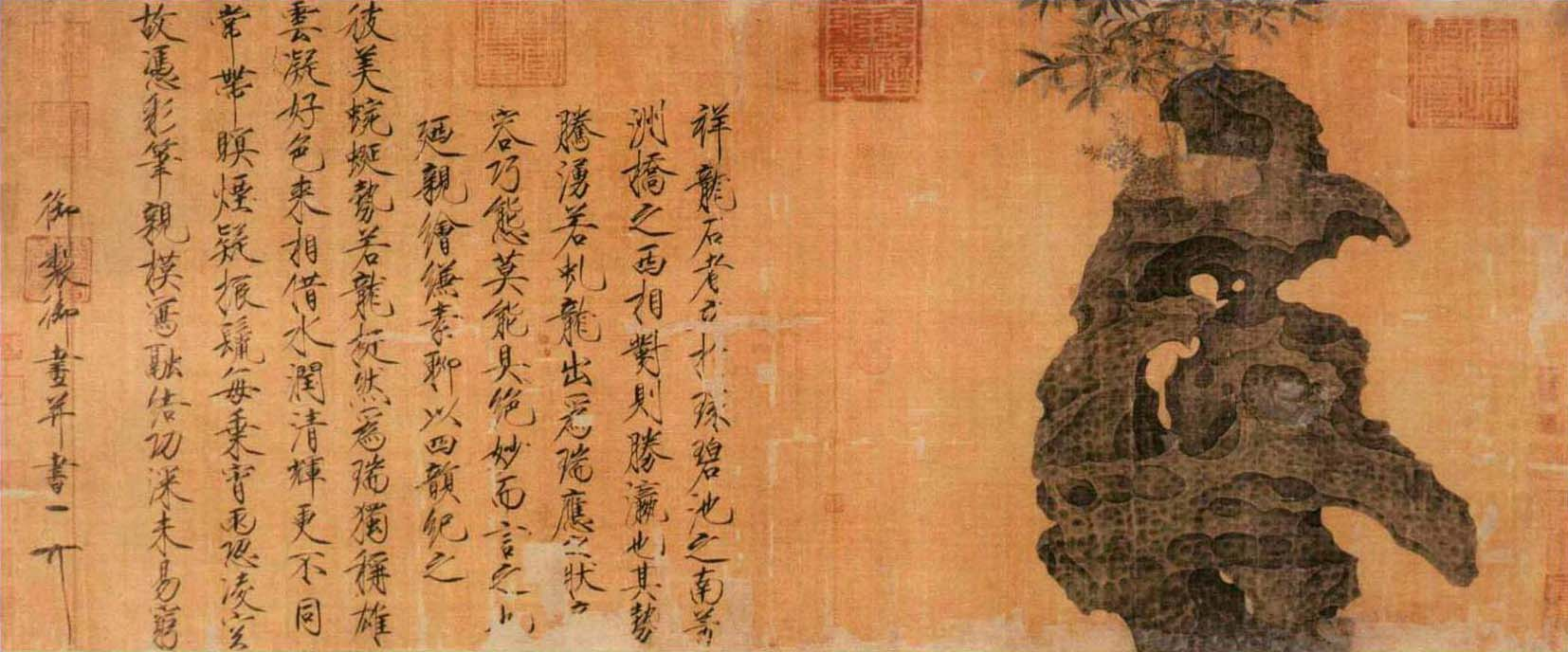
L'emperador Huizong de Song va pintar una Roca del Drac Auspiciosa (祥龍 石 圖), que representava una roca Taihu erosionada per l'aigua que es va comparar amb un drac

L'estètica de la roca d’un erudit es basa en subtileses de color, forma, marques, superfície i so. Les qualitats preuades inclouen:
- asimetria incòmoda o volant[10]
- ressonància o sonoritat quan es colpeja
- representació o semblança amb paisatges muntanyencs, particularment aquells que es creu habitats per éssers immortals[1] o figuratius[11]
- textura
- humitat o superfície brillant

La pedra es pot mostrar en un pedestal de pal de rosa que ha estat tallat específicament per a la pedra. Les pedres són un tema tradicional de les pintures xineses.

## Vegeu també

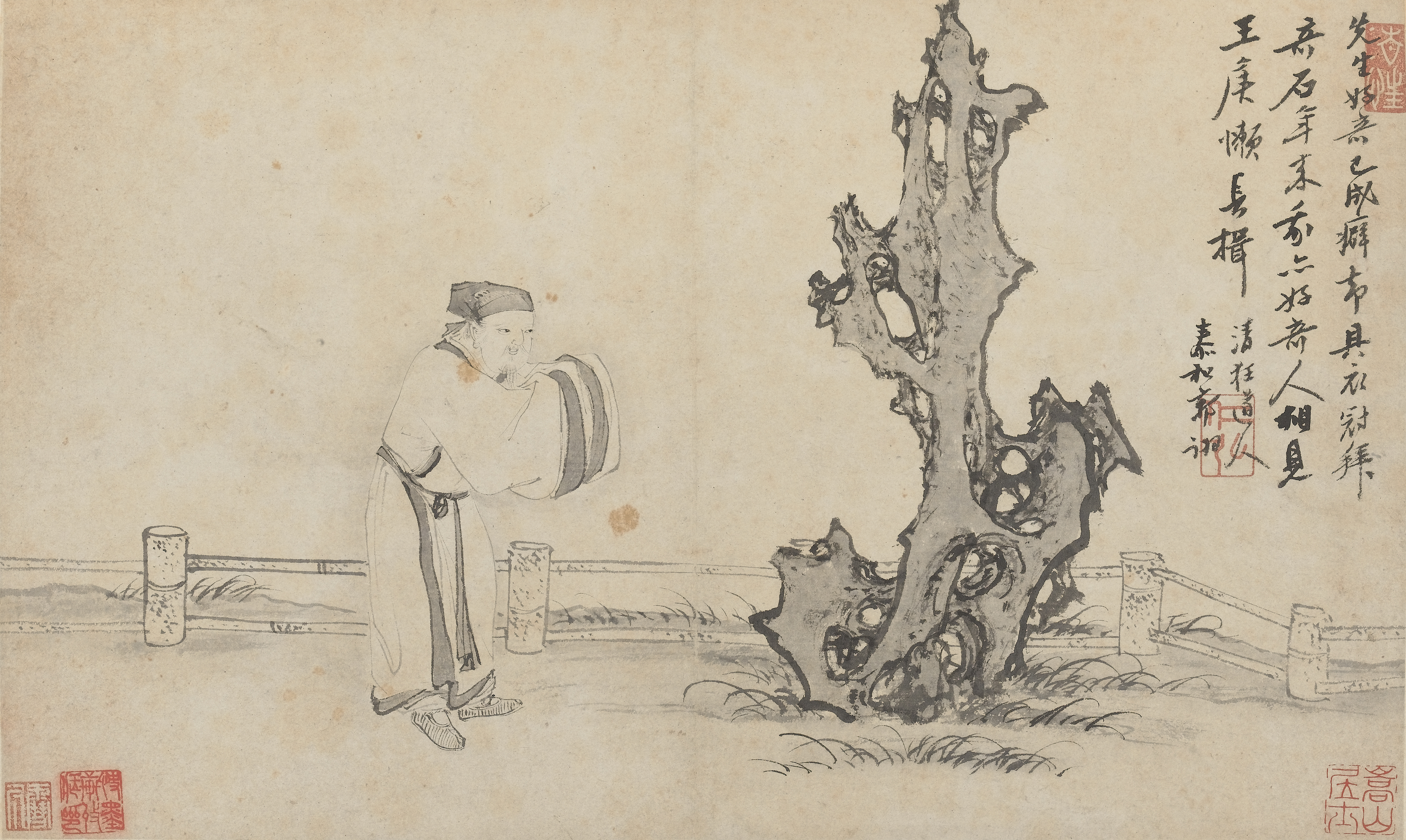
El 1503, Guo Xu va pintar Mi Fu Bowing to a Rock. El cal·lígraf del Mi Fu, sovint considerat excèntric, creia que algunes d’aquestes roques tenien la seva pròpia ànima i els rendirien els seus respectes fent una reverència.

## Galeria

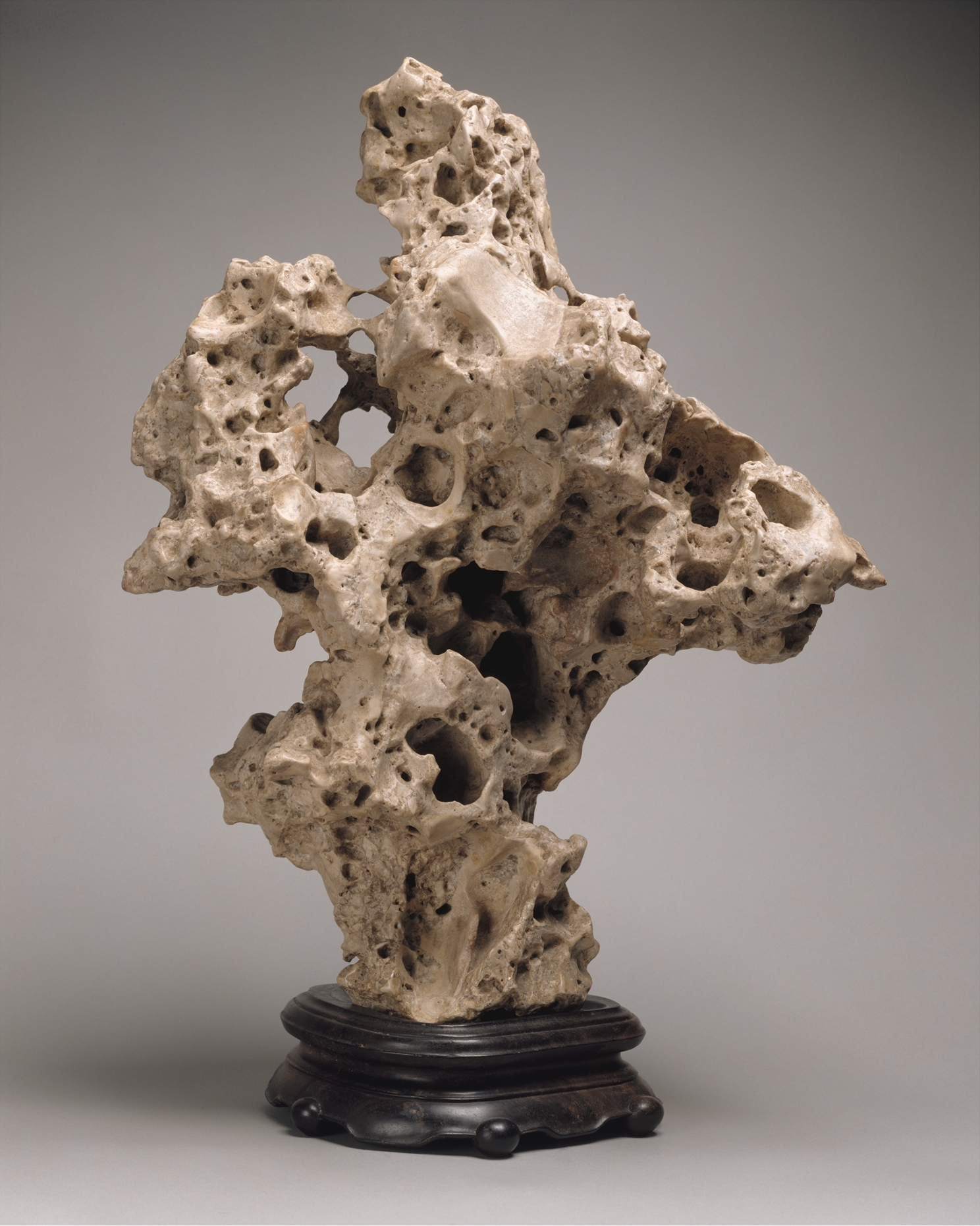
Calcària Taihu
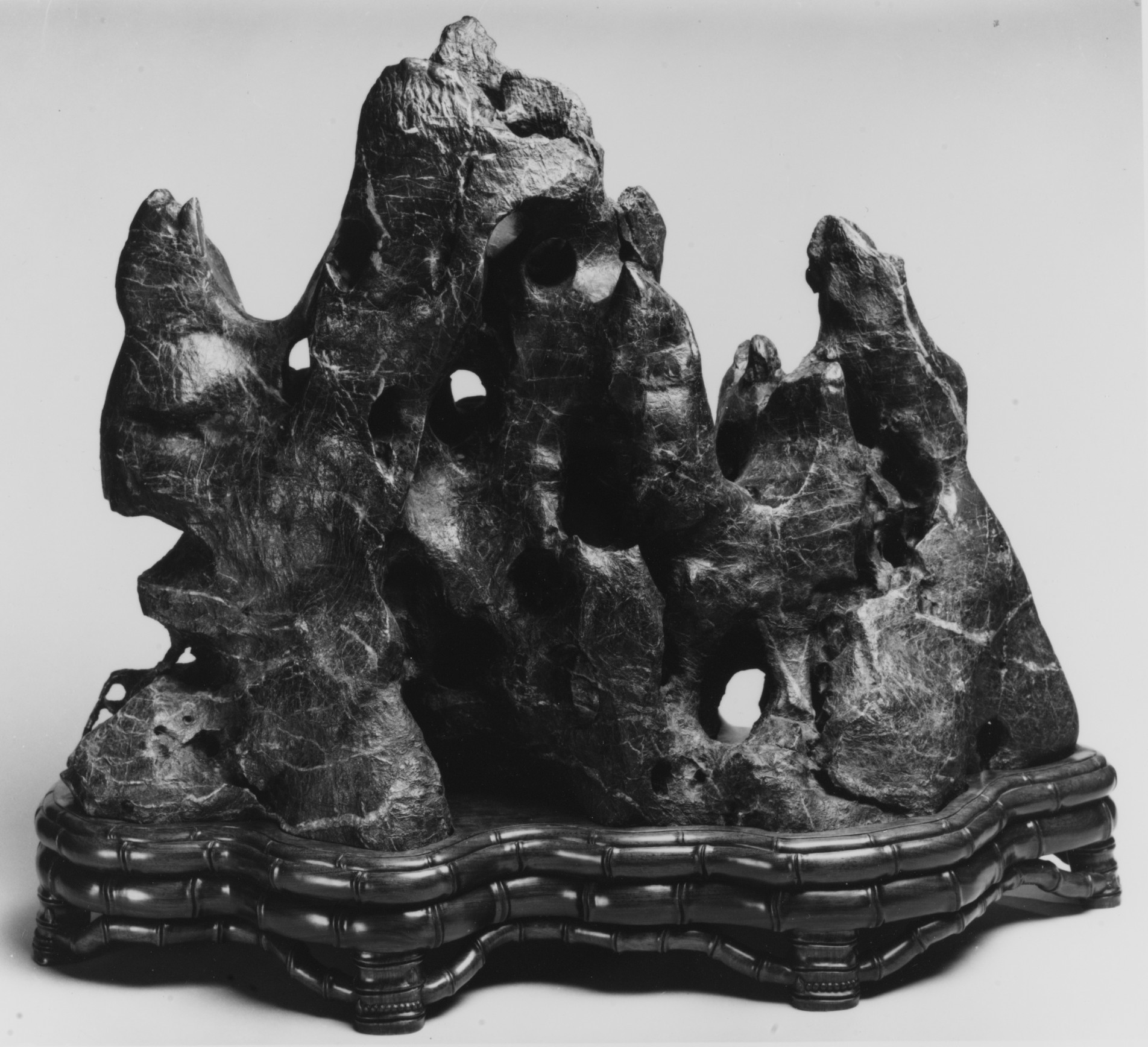
Calcària Lingbi Negra
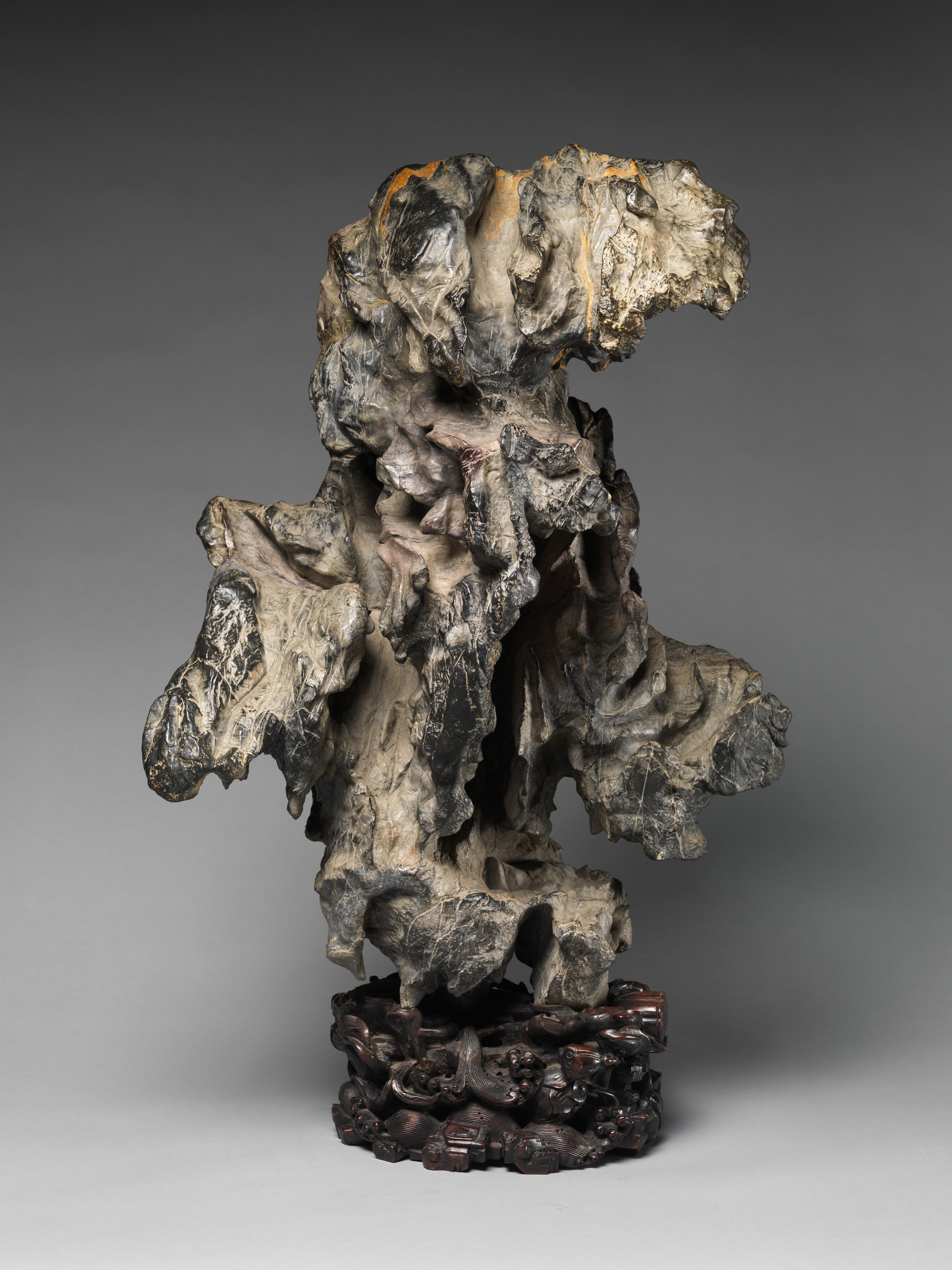
Calcària Lingbi grisa
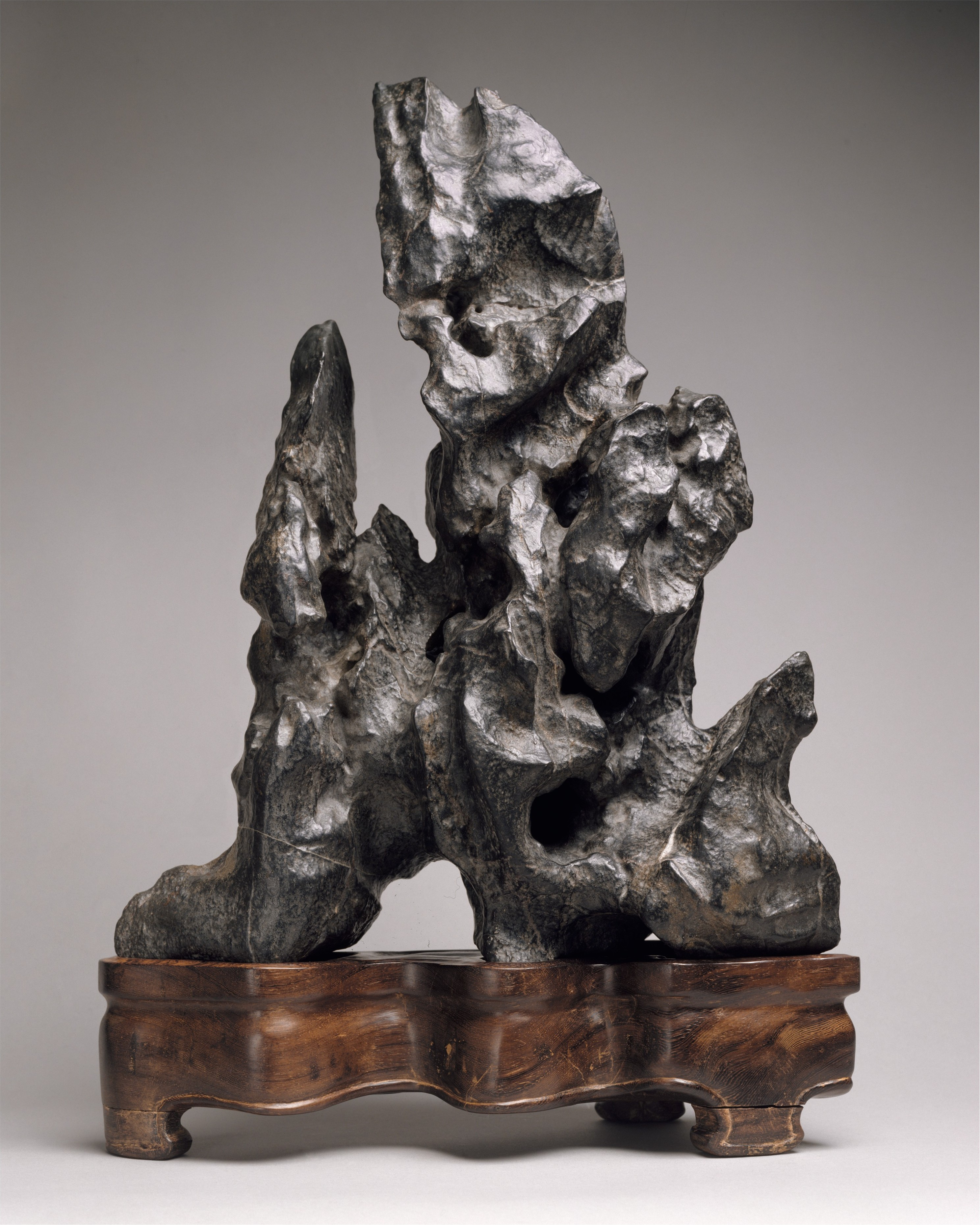
Calcària Lingbi Negra
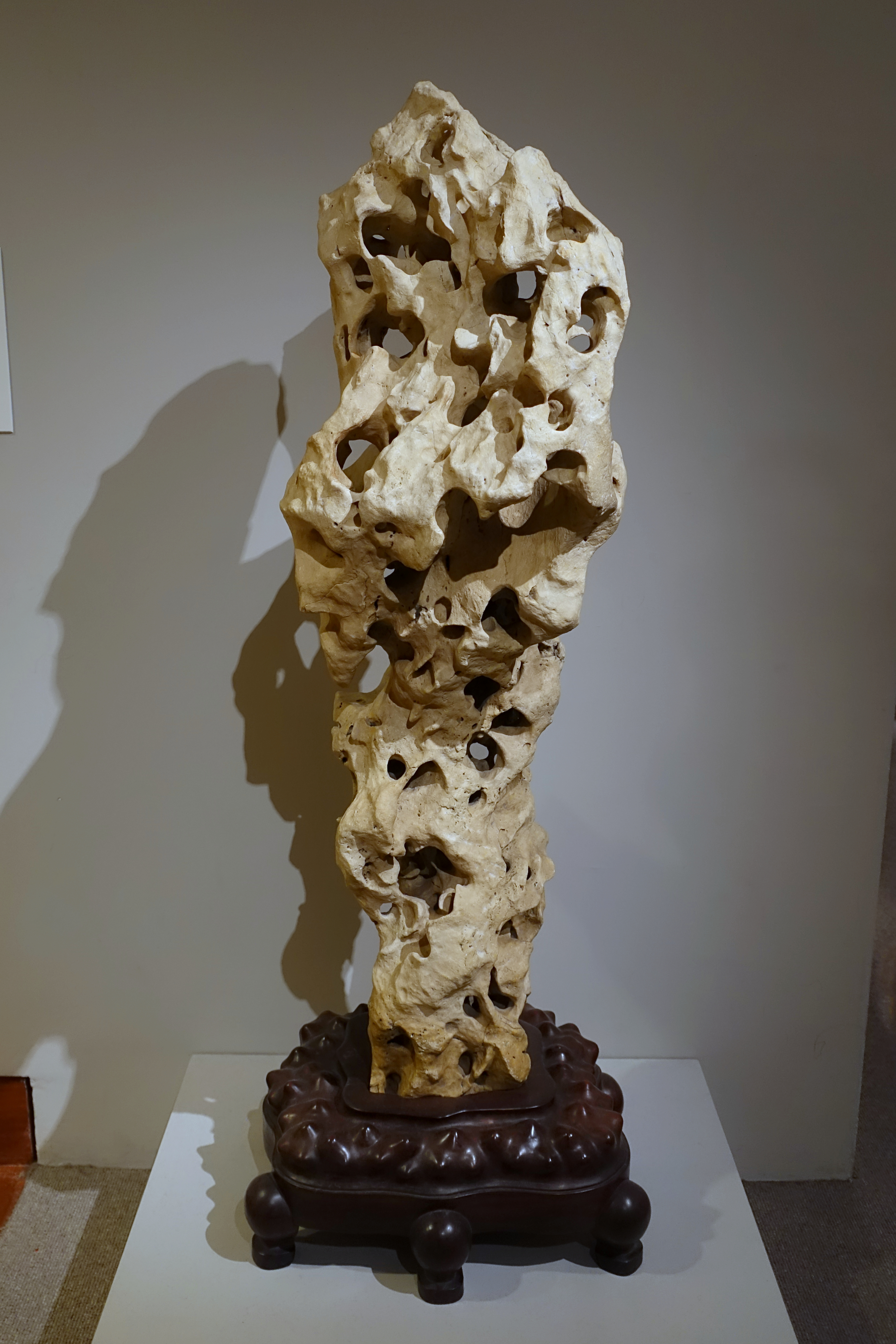
Calcària Taihu